# Bledius bellicus
Bledius bellicus är en skalbaggsart som beskrevs av Richard Eliot Blackwelder 1944. Bledius bellicus ingår i släktet Bledius och familjen kortvingar. Inga underarter finns listade i Catalogue of Life.